# Língua hacá
O hacá ou hakka (/ˈhækə/) (chinês simplificado: 客家语/ 客家话; chinês tradicional: 客家語/ 客家話; hacá: Hak5 Ga1 Ngi1/ Hak5 Ga1 Va4; pinyin: Kèjiā Yǔ/ Kèjiā Huà) é uma das principais subdivisões ou variedades da língua chinesa. É falada nativamente pelos povos hacá no sul da China, Taiwan, Hong Kong e ao longo das áreas onde está a diáspora hacá, principalmente no Extremo Oriente e no Sudeste da Ásia. Ela é uma transição entre a língua mandarim e o cantonês.

## Língua ou dialeto?
Ainda que os chineses prefiram falar de dialetos (方言, fāngyán) ao referir-se às variedades do chinês falado, a inteligibilidade mútua entre estes é praticamente nula, pelo que muitos linguistas consideram o chinês uma família de línguas, e não uma língua única.

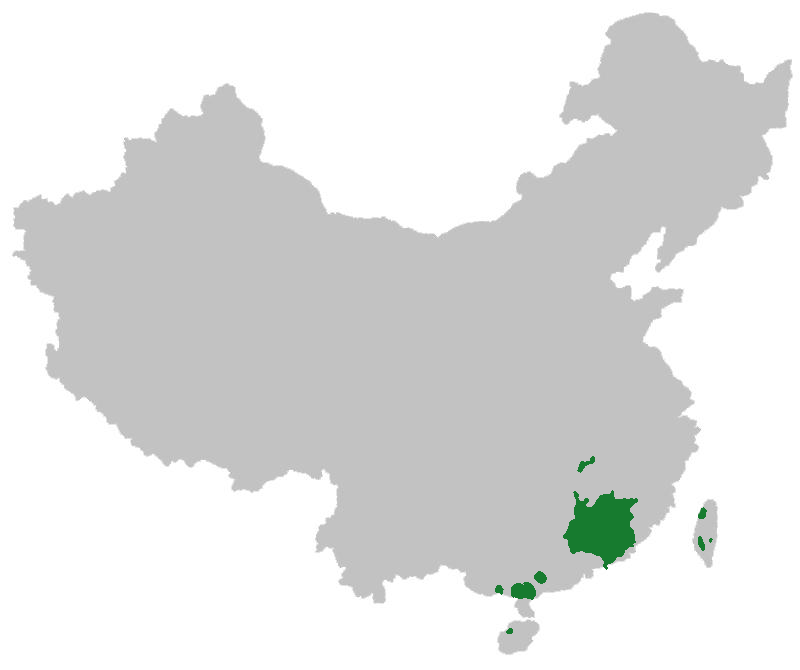
Em verde, as áreas de língua hacá na China e em Taiwan.